# 3 : 1 a szerelem javára
A 3:1 a szerelem javára 1937-es fekete-fehér magyar vígjáték Pálóczy László, Bársony Rózsi és Békeffi László főszereplésével. Rendezője Vaszary János. A forgatókönyvet Békeffi István, Stella Adorján, Kellér Dezső és Szilágyi László írta.

## Cselekmény
A magyar labdarúgó válogatott Bécsben vereséget szenved az osztrákoktól. A mérkőzés után a csapat vidékre, Udvari Gábor birtokára utazik edzeni, hogy felkészüljenek a visszavágóra. Ám a sértődött Grete fiúruhában velük szökik, akinek vőlegénye, a skót Bob McGregor elkésett az esküvőről. A tábor lakomával kezdődik, de ezután Gyuri, a kapitány sportszerű 
életmódra kényszeríti társait.
A birtok kertjében vitorláslányok tanyáznak, akiknek Máté bácsi szintén bérbe adta a kastélyt. Majd megérkezik Bob is, aki a menyasszonyát keresi, ám ő már Gyurit kerülgeti. Hogy ki kinek lesz a párja, csak a film végére derül ki.

## Szereplők
- Pálóczy László – Károlyi Gyuri
- Bársony Rózsi – Grete Müller
- Békeffi László – Grete édesapja
- Dénes Oszkár – Udvari Gábor
- Halmay Tibor – Bob McGregor
- Kiss Manyi – Margó
- Rózsahegyi Kálmán – Máté bácsi
- Bilicsi Tivadar – borbély
- Fónay Márta – szállodai szobalány
- Makláry Zoltán – szurkoló
- Dózsa István – szurkoló
- Mihályi Ernő – szurkoló
- Pártos Erzsi – szurkoló
- Lengyel Vilmos – szállodatitkár
- Justh Gyula – szállodaportás
- Szenes Ernő – edző
- Fáy Béla – futballista Gyuri csapatában
- Pethes Ferenc – futballista Gyuri csapatában
- Zordon Gyula – futballista Gyuri csapatában
- Bíró Éva – sportoló lány
- Libertiny Éva – sportoló lány
- F. Lányi Irma – hölgy a pályaudvaron
- Pártos Dezső – pincér a budapesti étteremben